# 서울도봉우체국
서울도봉우체국(서울道峰郵遞局)은 대한민국 서울특별시 도봉구 쌍문동에 있는 서울특별시 도봉구, 강북구 지역의 우편 및 우체국금융 서비스를 제공하는 서울지방우정청 소속 우체국이다.

## 연혁
- 2009년 12월 1일: 서울미아6동우편취급국을 서울삼각산동우편취급국으로, 서울수유5동우편취급국을 서울인수동우편취급국으로 명칭 변경[1]
- 2013년 11월 23일: 서울방학3동우체국 폐국[2]
- 2014년 1월 1일: 서울도봉우체국 개국, 우편구역을 다음과 같이 고시[3]

| 배달국         | 배달구역                     | 구역번호                    |
| -------------- | ---------------------------- | --------------------------- |
| 서울도봉우체국 | 강북구 전지역, 도봉구 전지역 | 01000 ~ 01237 01300 ~ 01489 |

- 2014년 4월 1일: 소포영업과 신설 4과 1실로 개편
- 2014년 7월 1일: 서울강북우체국 관서급 하향(4급→5급) 및 서울도봉우체국으로 편입[4]
- 2014년 7월 4일: 덕성여자대학교우체국 폐국[5]
- 2014년 9월 30일: 서울삼각산동우편취급국 위탁계약 해지[6]
- 2014년 10월 1일: 서울삼각산동우편취급국 재개국[6]
- 2014년 12월 5일: 서울도봉2동우체국 폐국[7]
- 2017년 1월 2일: 우편구역을 다음과 같이 고시[8]

| 배달국         | 배달구역                     | 구역번호                    |
| -------------- | ---------------------------- | --------------------------- |
| 서울도봉우체국 | 강북구 전지역, 도봉구 전지역 | 01000 ~ 01237 01300 ~ 01489 |

## 관할 우체국
| 우체국명               | 사진 | 주소                                                          | 비고                                                |
| ---------------------- | ---- | ------------------------------------------------------------- | --------------------------------------------------- |
| 덕성여자대학교우체국   |      | 서울특별시 도봉구 삼양로 144길 33(쌍문동)                     | 2014년 7월 4일 폐국                                 |
| 서울강북우체국         |      | 서울특별시 강북구 솔매로50길 55(송중동)                       | 2014년 7월 1일 편입                                 |
| 서울덕성여대우편취급국 |      | 서울특별시 도봉구 삼양로 144길 33(쌍문동, 서울덕성여자대학교) |                                                     |
| 서울도봉1동우체국      |      | 서울특별시 도봉구 도봉로 871(도봉동)                          |                                                     |
| 서울도봉2동우체국      |      | 서울특별시 도봉구 마들로 727 (도봉동)                         | 2014년 12월 5일 폐국                                |
| 서울방학동우체국       |      | 서울특별시 도봉구 도봉로 686(방학동)                          |                                                     |
| 서울방학2동우편취급국  |      | 서울특별시 도봉구 도당로13길 29-14(방학동)                    |                                                     |
| 서울방학3동우체국      |      | 서울특별시 도봉구 방학로 196                                  | 2013년 11월 23일 폐국                               |
| 서울번2동우체국        |      | 서울특별시 강북구 오현로35길 65(번동)                         |                                                     |
| 서울번3동우체국        |      | 서울특별시 강북구 한천로105길 27(번동)                        |                                                     |
| 서울북부지방법원우체국 |      | 서울특별시 도봉구 마들로 749(도봉동, 서울북부지방법원)        | 2004년 7월 1일 서울지법북부지원우체국에서 명칭 변경 |
| 서울삼각산동우편취급국 |      | 서울특별시 강북구 삼양로19길 59, 101호(삼각산동)              | 2009년 12월 1일 서울미아6동우편취급국에서 명칭 변경 |
| 서울삼양동우체국       |      | 서울특별시 강북구 삼양로 229(삼양동)                          |                                                     |
| 서울송천동우체국       |      | 서울특별시 강북구 도봉로 71(송천동)                           |                                                     |
| 서울수유동우체국       |      | 서울특별시 강북구 삼양로 468(수유동)                          |                                                     |
| 서울수유3동우체국      |      | 서울특별시 강북구 도봉로 383(수유동)                          |                                                     |
| 서울쌍문2동우체국      |      | 서울특별시 도봉구 도봉로 125길 88(쌍문동)                     |                                                     |
| 서울쌍문한양우편취급국 |      | 서울특별시 도봉구 도봉로103길 10(쌍문동)                      |                                                     |
| 서울우이동우편취급국   |      | 서울특별시 강북구 삼양로 660(우이동)                          |                                                     |
| 서울인수동우편취급국   |      | 서울특별시 강북구 수유로 58(인수동)                           | 2009년 12월 1일 서울수유5동우편취급국에서 명칭 변경 |
| 서울창2동우편취급국    |      | 서울특별시 도봉구 덕릉로 233-5(창동)                          |                                                     |
| 서울창5동우체국        |      | 서울특별시 도봉구 노해로 309(창동)                            |                                                     |
| 서울창동동아우편취급국 |      | 서울특별시 도봉구 노해로 384(창동)                            |                                                     |

## 조직
- 영업과
- 우편물류과
- 지원과
- 경영지도실